# Русские говоры раннего и позднего формирования
Ру́сские го́воры ра́ннего и по́зднего формирова́ния (также говоры раннего и позднего заселения, раннего и позднего образования; говоры первичного и вторичного формирования, первичного и вторичного образования, первичного и вторичного заселения; говоры первичные и вторичные; говоры материнские и переселенческие) — два типа говоров русского языка, генетически связанных между собой, различающихся территорией размещения, временем и принципом образования, характером междиалектных контактов, очертаний ареалов и размещений изоглосс. Говоры раннего формирования занимают центральные области Европейской части России, где изначально складывался русский язык в основном до XV века, говоры позднего формирования распространены на всей остальной части России и за её пределами, на территориях, которые были заселены уже после завершения процесса формирования русского языка. Группировка говоров раннего формирования определяется в отношении говоров позднего формирования как исходная, дающая представление об основе диалектного членения всех остальных русских диалектов.

## Различия говоров раннего и позднего формирования

### Охват территорий и характер распространения на них говоров
Территория распространения говоров позднего формирования значительно превышает территорию распространения говоров раннего формирования. Первичные говоры занимают центр Европейской части России, а вторичные размещаются на территориях юга и востока Европейской части России, а также всей азиатской части России. Граница между данными говорами является в достаточной степени условной. К говорам первичного формирования могут быть отнесены говоры раннего заселения на севере Европейской части России. К говорам позднего формирования помимо говоров юга Европейской части России, Урала, Сибири, Дальнего Востока также относят различные говоры старообрядцев за границей: в Эстонии, Латвии, Литве, Румынии, Канаде и в других странах.
Помимо различий в охвате территории говоров раннего и позднего формирования существуют также различия в характере расселения носителей говоров. Территория расселения носителей первичных говоров представляет собой сплошной массив. Территория распространения вторичных говоров образуется часто из изолированных друг от друга, прерывистых областей расселения русских: островные ареалы в иноэтничном окружении, разделение русских областей иноэтничными ареалами, чересполосное проживание русских с другими народами и др.

### История формирования говоров
Основы для появления и распространения различных языковых явлений, образования русских диалектов, их развития и расхождения были заложены в ранний период развития русского языка в условиях существования удельных княжеств и относительной обособленности носителей говоров различных русских территорий. Формирование территориальных разновидностей русского языка происходило в основном до XV века в границах наиболее устойчивых феодальных государственных образований в центре европейской части расселения русских. Таким образом современные говоры раннего формирования в наибольшей степени связаны с древнерусскими диалектными объединениями и по большей части являются их прямым продолжением. Население территорий вторичных говоров начало складываться позднее, самое раннее из них в нижнем течении Дона и Волги сформировалось только к XVI — XVII вв.. Различные группы говоров позднего формирования образовывались в разное время до нач. XX века.

### Размещения изоглосс и ареалов диалектных явлений
По характеру распространения диалектных явлений территория первичных говоров (где происходило формирование русского народа и его языка) отличается определённостью очертаний ареалов и размещения изоглосс языковых явлений. Наличие пучков изоглосс и совмещение ареалов показывают наличие разного рода определённых диалектных объединений на этой территории. На территории вторичных говоров наблюдается неопределённость и пестрота размещения мелких ареалов, наличие разорванных или замкнутых кривых изоглосс, отсутствие определённости в распространении диалектных явлений, смешение разнородных диалектных объединений.

### Состав языковых комплексов
Говоры позднего заселения, как правило, повторяют языковые черты говоров центра Европейской части России, что объясняется происхождением носителей вторичных говоров, являющихся потомками переселенцев с территории раннего формирования в тот период, когда уже сложились основные диалекты русского языка. Размещение тех или иных первичных диалектов на территориях переселения определялось различными историческими процессами. При этом на вновь осваиваемых русскими территориях близкие по происхождению говоры могли размещаться изолированно друг от друга в разных районах, а сформированные в удалённых областях территории первичного образования могли оказаться рядом в областях переселения. В результате новых междиалектных контактов складывались смешанные говоры. Новообразования в них были редкими, являлись развитием диалектных черт говоров раннего формирования, с которыми новые говоры были связаны генетически. Таким образом, языковые комплексы говоров позднего формирования повторяют диалектные явления говоров раннего формирования в новых сочетаниях или реже в изменённом виде.

## Особенности формирования говоров позднего заселения
Диалектная основа большинства переселенческих говоров является неоднородной, языковые отношения, складывавшиеся на территории позднего заселения, имеют сложный и разнообразный характер, в развитии говоров часто отмечается действие многих взаимопереплетающихся факторов.
Помимо факторов, повлиявших на формирование диалектных различий, общих для первичных и вторичных говоров (междиалектное контактирование, влияние литературного языка, воздействие субстрата и другие) существуют также факторы формирования специфические для говоров позднего образования как собственно лингвистического, так и экстралингвистического характера. Л. И. Баранникова выделяет следующие факторы, по которым классифицирует говоры позднего заселения:
1. Комплекс наиболее важных экстралингвистических факторов[9]:
  - Время переселения носителей говоров. По этому признаку различают раннепереселенческие говоры — XVI — XVII вв.; переселенческие говоры — XVIII — XIX вв.; поздние переселенческие говоры — кон. XIX — нач. XX вв., что отражается, например, в дифференциации говоров Сибири на старожильческие говоры и говоры новосёлов.
  - Характер переселения. Одновременное переселение или разновременное. Массовое переселение или единичное[1].
  - Характер отношений с окружающим населением. Показывает степень междиалектных контактов русских говоров различного происхождения между собой на новой территории, варьирующуюся от почти полной изоляции (главным образом говоры старообрядцев) до тесной продолжительной связи, а также равноправность или неравноправность говоров (выделение престижности говоров).
2. Наиболее важные лингвистические факторы:
  - Характер диалектной основы говора. Определяется степенью однородности диалектной основы переселенческого говора, в зависимости от которой отмечаются следующие типы говоров[10]:
    - монодиалектный тип — характеризует говоры, которые используют в бытовом общении потомки переселенцев, являвшихся носителями одного говора или нескольких близкородственных, мало отличавшихся друг от друга, говоров, из одного или нескольких населённых пунктов одного региона территории раннего формирования; такой тип характерен, в частности, для ряда прикамских говоров, окающих омских и красноярских говоров;
    - бидиалектный тип — характеризует говоры, носители которых представляют собой потомков переселенцев из двух регионов территории раннего формирования с говорами разных диалектных единиц, при этом во вновь образовавшемся говоре из двух основ нередко фиксируются некоторые различия, связанные с исходными основами — так, в одном селе могут сохраняться некоторые особенности в речи жителей из его разных «концов» (частей села), редко в одном населённом пункте наблюдаются два сравнительно хорошо сохранившихся разных говора; следует отметить, что степень проявления каждой из двух основ говора может быть различной — черты одного из взаимодействующих говоров могут доминировать над чертами другого, в связи с чем бидиалектность основы переселенческого говора в некоторых случаях проявляется не всегда отчётливо; к говорам бидиалектного типа относятся, например, говоры крупных сёл Заволжья в Саратовской области, говоры новосёлов Сибири (некоторые сёла Кемеровской области) и т. д.;
    - полидиалектный тип — характеризует говоры, носители которых представляют собой потомков переселенцев из более, чем двух регионов территории раннего формирования с говорами разных диалектных единиц, такой тип представлен реже, чем бидиалектный.

  - Характер соотношения основ. Характер соотношения диалектных или языковых основ взаимодействующих говоров (говоров переселенцев того или иного региона и окружающих их говоров русского языка, появившихся в этом же регионе ранее или позднее, или говоров других языков этого региона), показывающий их однородность или неоднородность. Различают три типа отношений, характерных для говоров позднего формирования. Они редко отмечаются в «чистом» виде, чаще всего присутствуют два или три типа одновременно[11]:
    - диалектная однотипность говора — определяется частными расхождениями на уровне близких говоров одной группы, данный тип отношений представлен в ранних переселенческих говорах, для которых было характерно массовое переселение;
    - диалектная разнотипность говоров — определяется значительными различиями на уровне разных групп говоров или наречий, является наиболее распространённым типом отношений в переселенческих говорах, он часто бывает осложнён наличием иноязычного окружения; примером могут быть говоры новосёлов, оказавшиеся в окружении говоров старожилов (нередко и языков коренного населения) в разных районах Сибири, а также восточные (рязанские) южнорусские говоры Новоузенского района Саратовской области, оказавшиеся в соседстве со среднерусскими говорами, а также говорами украинского, татарского и казахского языков; нередко в окружении переселенческого говора помимо разнотипных говоров и / или иноязычного окружения одновременно представлены однотипные для него говоры;
    - иноязычное окружение — данный тип отношений показывает взаимодействие русских говоров переселенцев как с говорами близкородственных языков (украинскими и белорусскими), так и с неродственными языками.

  - Характер отношения с материнскими говорами. Один из важнейших признаков говоров позднего заселения, показывающий степень изменения переселенческого говора в сравнении с материнским говором. Выявление данного признака сопряжено со сложностью определения материнского говора, его не всегда можно однозначно выявить даже в случае монодиалектной основы говора позднего формирования, так как изменениям подвергаются как переселенческие говоры, попавшие в иные условия развития, так и сами материнские говоры на территории раннего формирования. На степень изменений переселенческих говоров влияют такие экстралингвистические факторы, как время переселения и характер отношений с окружающим населением, а также ряд лингвистических факторов, в частности, характер диалектной основы говора. По изменениям в сравнении с исходными материнскими говорами переселенческие говоры делят на две категории[12]:
    - первичные переселенческие говоры — говоры, сохранившие в большей степени исходный диалектный тип; такие говоры представлены, в частности, в Новоузенском районе Саратовской области и в некоторых районах Оренбургской области, в которых их рязанская южнорусская основа не претерпела больших изменений, а также ряд говоров Саратовского Заволжья со среднерусской основой, Т. А. Хмелевская относит к первичным большинство донских говоров; как правило, лучше сохраняют старую материнскую основу говоры позднего переселения, а также говоры, образующие значительный территориальный массив, хотя могут отмечаться первичные говоры и среди ранних переселенцев и в островных говорах в инодиалектном окружении, менее подвержены изменениям говоры с монодиалектной основой и среднерусские говоры, близкие по своим чертам к литературному языку;
    - вторичные переселенческие говоры — говоры, подвергшиеся значительным изменениям; к ним относятся, например, многочисленные старожильческие сибирские говоры, некоторые говоры Саратовского Заволжья и Дона; сильнее изменяется изначальная основа в раннепереселенческих говорах, так как бо́льшая длительность раздельного развития переселенческого и материнского говоров способствует большему накоплению у них диалектных различий, также сильнее изменяются говоры, находящиеся в иноязычном или инодиалектном окружении и для которых при этом характерны интенсивные языковые контакты с данным окружением; бо́льшая вероятность значительных изменений имеется у говоров с бидиалектной и полидиалектной основами, кроме того, чаще изменяются говоры с чертами, отличными от черт литературного языка.

  - Характер развивающегося вторичного говора[13].
  - Диалектная принадлежность говора.

Обособленное развитие от других русских говоров в изоляции в иноэтничном окружении или из-за особых природных условий (развитие в арктических областях говоров русскоустьинцев и походчан) (островные говоры).

## Диалектное членение говоров позднего заселения
Диалектные объединения говоров позднего заселения показаны только на первой диалектологической карте русского языка, созданной Московской диалектологической комиссией в 1914 году, причём их территория ограничена Европейской частью России. На диалектологической карте 1965 года, составленной на основе материалов диалектологического атласа русского языка, переселенческие говоры не представлены в группировке русских диалектов в связи с тем, что не были включены в территорию обследования и картографирования при подготовке ДАРЯ. Среди выделенных на карте МДК (на территориях, не вошедших в карту 1965 года) групп говоров отмечаются:
- В составе северновеликорусского наречия: Поморская группа говоров на Русском Севере; восточная часть Восточной группы говоров от Вятки до Урала, включая Прикамье и западное Приуралье; восточная часть Владимирско-Поволжской группы говоров от среднего Поволжья до южного Урала, исключая южновеликорусский остров в районе Самары, Бугуруслана и Бузулука;
- В составе средневеликорусских говоров: небольшой ареал говоров по линии Алатырь — Саранск — Пенза — Аткарск в составе Восточной группы говоров;
- В составе южновеликорусского наречия: юго-восточная часть Восточной группы говоров по течению Хопра, Медвидицы и среднего Дона; южная часть Южной группы говоров по среднему и нижнему Дону, а также на Ставрополье и в среднем и нижнем течении реки Терек; островной ареал среди северновеликорусских говоров за Волгой в районе Самары, Бугуруслана и Бузулука.

В новом издании «Русской диалектологии» 2005 года под редакцией Л. Л. Касаткина было произведено уточнение диалектного членения русского языка и включение размещённых на территории позднего формирования Архангельской (Поморской) группы говоров в состав северного наречия и Донской группы говоров в состав южного наречия с описаниями их языковых комплексов.

## Изучение
Наиболее изученными являются говоры раннего формирования, представленные на диалектологических картах русского языка 1915 года и 1965 года (на карте 1965 года исключительно говоры раннего формирования), на территории их распространения выделены различные диалектные объединения (наречия, диалектные зоны, группы говоров), комплексный подход в изучении диалектных явлений первичных говоров отражён в атласах различных территорий, а также в общем диалектологическом атласе русского языка. В отличие от изучения явлений, распространённых на территории первичных говоров в целом, вторичные говоры изучаются раздельно каждом регионе, отсутствует их общая классификация.